# Associazione Basket Latina 2008-2009
Questa pagina raccoglie i dati riguardanti la Associazione Basket Latina, nella stagione 2008-2009 del campionato italiano di Serie A Dilettanti di pallacanestro..

## Risultati
- Serie A Dilettanti:
  - stagione regolare: 1ª classificata su 14 squadre (21-5);
  - playoff: Vincitrice della finale (2-1). Promozione in Legadue.
- Coppa Italia serie A Dilettanti: semifinalista.